# يوشينوري شيجيماتسو
يوشينوري شيجيماتسو (باليابانية: 重松 良典) (2 أبريل 1930 في هيروشيما في اليابان – )؛ هو لاعب كرة قدم ياباني سابق كان يلعب كمهاجم. سبق له أن لعب مع منتخب اليابان.

## وصلات خارجية
- يوشينوري شيجيماتسو على موقع ناشيونال فوتبول تيمز (الإنجليزية)

- National Football Teams
- Japan National Football Team Database